# Dragon Knight 4
Dragon Knight 4 (japanisch ドラゴンナイト4 Doragon naito), der Nachfolger von Knights of Xentar (Dragon Knight III), ist ein Erogē-Strategie-Rollenspiel von élf, das erstmals 1994 erschien und auch als Manga, Romanreihe und Anime veröffentlicht wurde.

## Handlung
Der Ritter Kakeru, Sohn von Takeru und Luna aus Dragon Knight III, wird von der Elfenkriegerin Marlene in die Vergangenheit geschickt, um die Zukunft zu ändern, indem er den Höllenfürst Lucifon zur Strecke bringt. Er trifft auf einige Gefährten, die sich ihm anschließen und es beginnt eine abenteuerliche Reise, bei der Kakeru und seine Begleiter auf Orks, Elfen, Zwerge und furchterregende Drachen treffen. Im Laufe seiner Reise macht der tapfere Ritter die Bekanntschaft einiger netter jungen Damen.

## Veröffentlichungen

### Computerspiel
Das Spiel erschien 25. Januar 1994 für den PC-98 und die X68000 und am 28. April für FM Towns. Am 27. Dezember 1996 wurde eine Fassung für das Super Famicon, am 7. Februar 1997 für die PlayStation, am 28. März 1997 für die PC-FX, und am 29. Juli 2007 als DVD-Neuauflage für MS Windows veröffentlicht. Diese besaßen teilweise neue Figuren und Szenarien. In der PlayStation-, PC-FX- und Windows-Fassung wurden die Figuren vertont.

### Anime
Von 1998 bis 1999 erschien ein 4-teiliger Hentai-Anime als OVA bei Pink Pineapple auf VHS, der von dem Anime-Studio Dangun Pictures gezeichnet wurde. Regie führte Hiromichi Matano. 2000 erschien eine Neuauflage auf DVD. Der Anime erschien in Deutschland bei OVA Films als Dragon Knight 4-ever und wurde auch auf dem Sender VOX ausgestrahlt.
| Rolle   | Sprecher (Seiyū)   |
| ------- | ------------------ |
| Kakeru  | Kappei Yamaguchi   |
| Etoh    | Toshiyuki Morikawa |
| Lucifon | Kaneto Shiozawa    |
| Marlene | Satomi Kōrogi      |
| Natasha | Yōko Asada         |
| Rhea    | Yumi Takada        |

### Buchveröffentlichungen
Von 1994 bis 1995 erschienen bei Wani Books 3 Romane, von 1997 bis 1998 3 Manga-Bände und von 2007 bis 2008 2 Romane bei Kill Time Communication.

## Rezeption
Die PC-Fassung des Spiels stieg mit Platz 10 in die japanischen PC-Spiele-Verkaufscharts ein. Beim Spiel, so die AnimaniA, stören die schlechte Präsentation der Missionskarten, das Charakter-Design und die Musik würden aber zum Spielen motivieren. Mit steigendem Level seien die geforderten Aktionsbefehle kaum mehr ausführbar, was frustrierend wirke.
Laut der Fachzeitschrift AnimaniA lässt der Regisseur dem Anime die Herkunft von einem Rollenspiel anmerken, die Handlung dreht sich immer um eine Gruppe Figuren, die stetig verfolgt wird. Die Kulissen sei atmosphärisch gestaltet und die weiblichen Charaktere trügen viel zur Erotik bei. Die Figuren seien alle optisch ansprechend gestaltet und die Charakterentwicklung solide ausgearbeitet. So würde Spannung erzeugt, die Handlung von Gut gegen Böse sei aber gewöhnlich. Einige Sex-Szenen, in denen Eto auch seinen Helm trägt und die auch sonst grotesk wirkten, würden der Geschichte aber Glaubwürdigkeit nehmen.